# Chamarandes-Choignes
Chamarandes-Choignes is een gemeente in het Franse departement Haute-Marne (regio Grand Est). De plaats maakt deel uit van het arrondissement Chaumont. Het dorp ligt ten zuidoosten van Chaumont, net buiten de stadskern. Chamarandes-Choignes telde op 1 januari 2022 1.034 inwoners.

## Geografie
De oppervlakte van Chamarandes-Choignes bedroeg op 1 januari 2022 18,8 vierkante kilometer; de bevolkingsdichtheid was toen 55 inwoners per km².

## Demografie
Onderstaande figuur toont het verloop van het inwonertal (bron: INSEE-tellingen).